# Kirchseeon
Kirchseeon er en købstad (markt) i Landkreis Ebersberg i Regierungsbezirk Oberbayern i den tyske delstat Bayern. Den ligger cirka 15 km fra den østlige bygrænse til München.
De nærmeste byer er Grafing og Ebersberg. Rosenheim og Wasserburg am Inn ligger begge i cirka 25 kilometers afstand.

## Inddeling
Der er følgende landsbyer og bebyggelser i kommunen
- Buch
- Eglharting
- Forstseeon
- Ilching
- Kirchseeon-Dorf
- Neukirch
- Osterseeon
- Riedering